# Мехлович, Золтан
Золтан Мехлович (венг. Mechlovits Zoltán, 1891 — 25 марта 1951) — венгерский игрок в настольный теннис, чемпион мира, многократный чемпион Венгрии. По национальности — еврей.

## Биография
Родился в 1891 году. В 1910 году стал чемпионом Венгрии в парном разряде. В 1911 году был чемпионом Венгрии в одиночном и парном разрядах, в 1925 году повторил этот результат. В 1926 году стал чемпионом Венгрии в одиночном, парном и смешанном разрядах, в 1928 году повторил этот результат.
В 1926 году прошёл первый в истории чемпионат мира по настольному теннису. На этом чемпионате Золтан Мехлович завоевал золотые медали в парном разряде и в составе команды, а также стал обладателем серебряных медалей в одиночном и смешанном разрядах. На следующем чемпионате мира в 1928 году он стал чемпионом в одиночном и смешанном разрядах, а также в составе команды, и кроме того завоевал бронзовую медаль в парном разряде. На чемпионате мира 1929 года он стал обладателем золотой медали в составе команды, а также завоевал бронзовые медали в одиночном и смешанном разрядах. 